# Dialetto eoliano
Il dialetto eoliano è una variante diatopica della lingua siciliana parlata nelle isole Eolie.

## Caratteristiche
Le caratteristiche del dialetto dimostrano come questo sia in rapporto con l’esterno nonostante possa sembrare chiuso in un luogo periferico e geograficamente isolato.
I suoi sviluppi sono il riflesso delle variazioni socio-culturali ed economiche che si sono succedute nella storia dell'arcipelago.

### Differenze con il siciliano
Per l'articolo determinativo sono spesso utilizzate le forme su/sa (singolare) e si/se o soltanto si (plurale) derivanti dal pronome latino ipse(/-u)/-a, caratteristica presente anche nella variante di Modica.